# Odontodes fuscosuffusa
Odontodes fuscosuffusa là một loài bướm đêm trong họ Noctuidae.